# مير أباد (قهستان)
میر أباد (بالفارسية: میرآباد) هي مستوطنة تقع في إيران في قسم قهستان الريفي. يقدر عدد سكانها بـ 22 نسمة بحسب إحصاء 2016.